# Damiana da Cunha
Damiana da Cunha (Goiás, 1779 - São José de Mossâmedes, 1831) foi uma cacica caiapó, sertanista e capitã-mor colonial, figura política importante no Brasil Colonial, no no final do século XVIII e início do XIX. Sua atuação como mediadora cultural entre indígenas e portugueses é destacada pela historiografia das mulheres indígenas por sua importância histórica, comparável à Bartira, Catarina Paraguaçu e Clara Camarão.

## Biografia
Neta do cacique Angraí-oxá, foi apadrinhada pelo governador Luís da Cunha Menezes, de quem recebeu o nome cristão e o sobrenome português. Não há informações sobre o seu nome indígena.
Passou parte da infância na casa de Cunha Menezes, onde adquiriu habilidades que foram fundamentais na sua trajetória como mediadora cultural e sertanista, cujos méritos foram reconhecidos por portugueses e indígenas. Sua trajetória tem sido revisada pela historiografia.

### Casamento
Damiana foi casada duas vezes. A primeira, com cerca de 14 anos de idade, com o sargento José Luiz da Costa, de quem ficou viúva em 1809, quando estava próxima dos 30 anos. O segundo casamento ocorreu em 1822, quando casou-se com o soldado pedestre Manuel Pereira da Cruz que, ao que se sabe, era um mulato sem muitos recursos.

### Morte
No início do ano de 1831, Damiana da Cunha voltou de sua última viagem ao sertão e foi recebida na aldeia pelo presidente da província e pelas demais autoridades locais. Apesar da alegria pela chegada da líder caiapó, neste retorno havia uma diferença dos demais: Damiana estava doente devido às condições do sertão. Ao que se sabe, a sertanista e missionária veio a falecer em algum dia entre 2 de fevereiro e 9 de março de 1831. Seu corpo foi enterrado na igreja local.

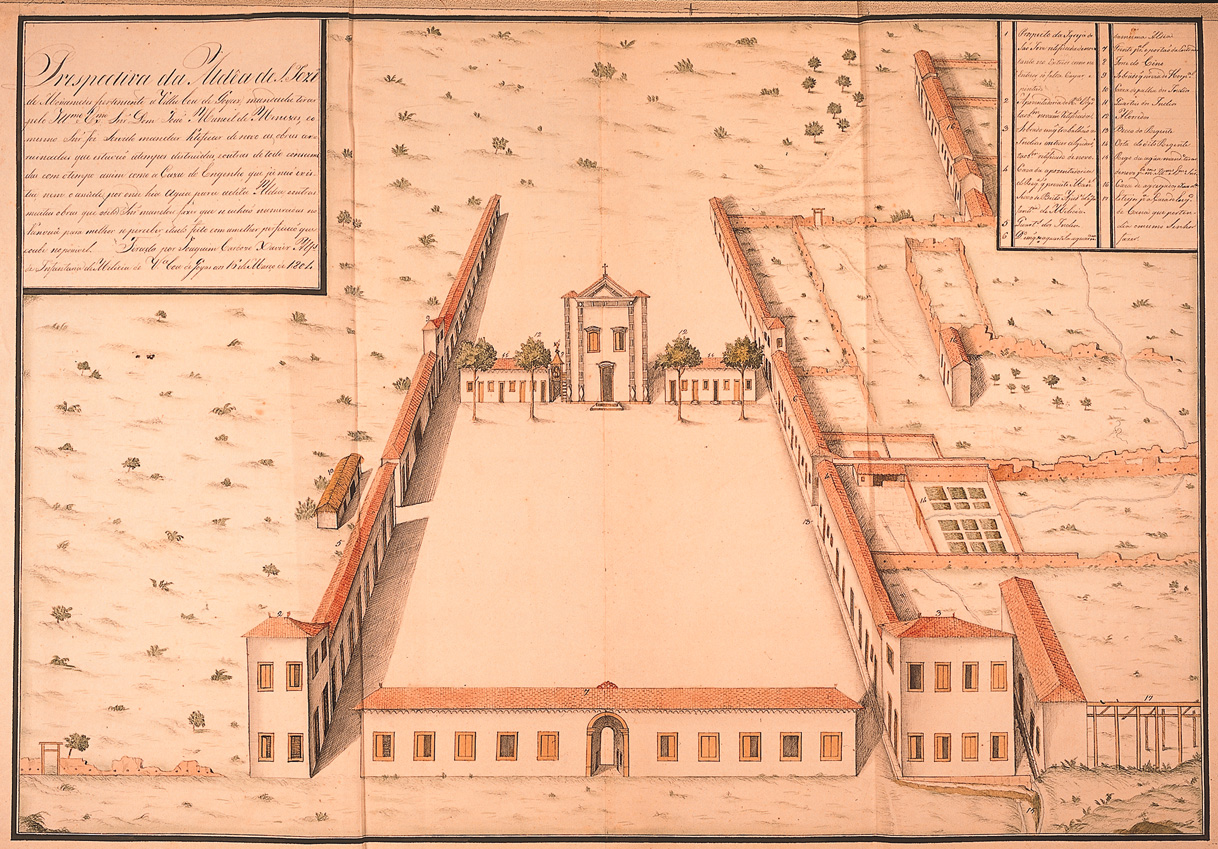
"Perspectiva da Aldeia de São José de Mossâmedes pertencente a Villa Boa de Goyas mandada tirar pelo Ilmo. Exmo. Snr. Dom João Manoel de Menezes... Tirado por Joaquim Cardozo Xavier Afs. de Infantaria de Milicia de Va. boa de Goyas aos 16 de Março de 1801."

## Contexto histórico

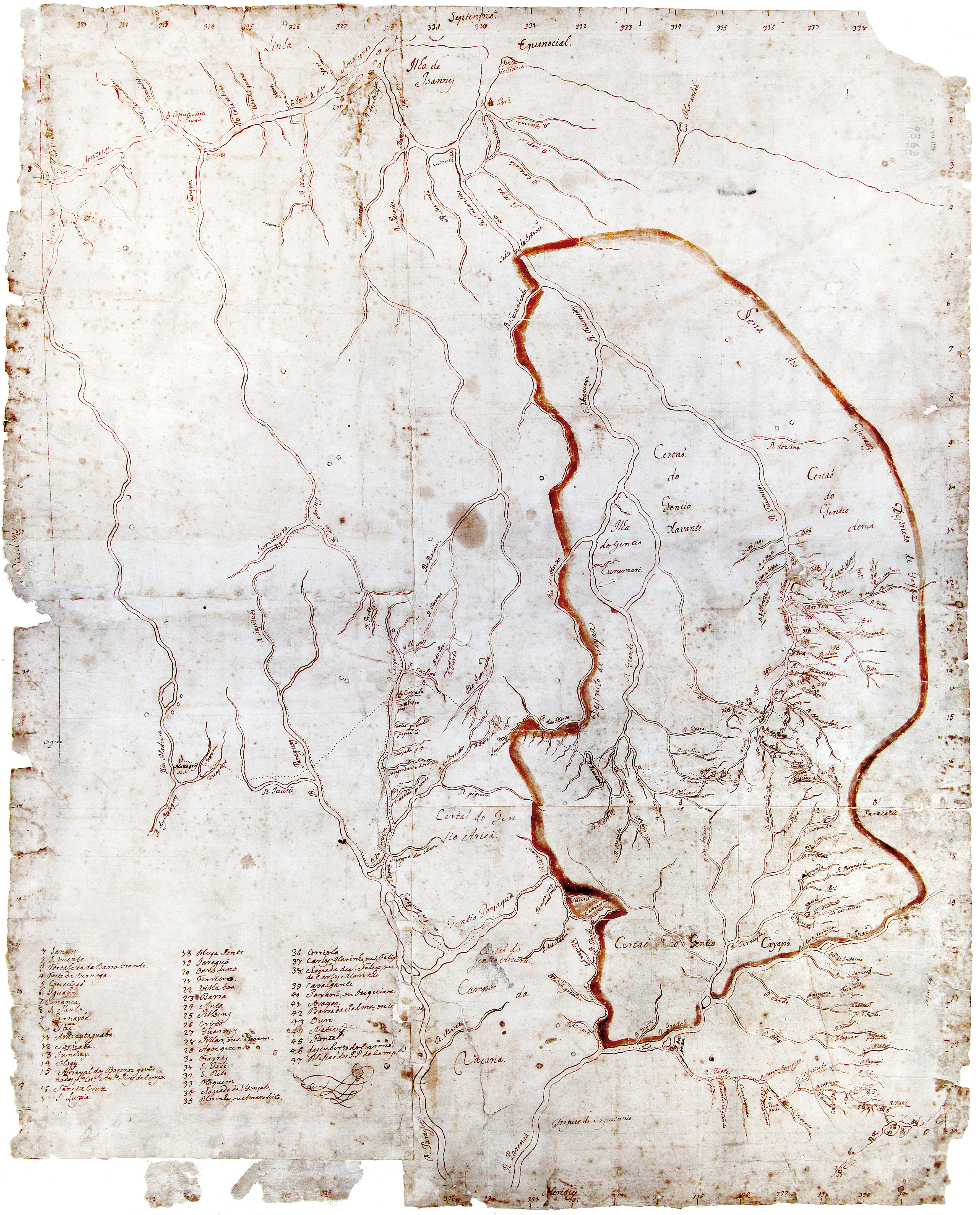
O mapa assinala os limites de Goiás. Essa configuração da capitania era a proposta de Dom Marcos de Noronha, Conde dos Arcos, primeiro governador e Capitão-General da Capitania de Goiás (1749–1754). Foi apresentada em ofício encaminhado em 12 de janeiro de 1750 ao Governo português. No território assinalado de vermelho, aparece a inscrição sobre as Terras do Gentio Cayapó.

No final do século XVII, os bandeirantes começaram a realizar expedições na região do Brasil Central em busca de metais preciosos. Encontraram ouro na Capitania de Goiás na década de 1720. Diante disso, a região passou a necessitar de uma estrutura própria para potencializar os benefícios da descoberta e acabou obtendo a sua independência da Capitania de São Paulo em 1749. No entanto, a exploração mineral gerou um agravamento nos conflitos entre os colonos e os povos indígenas que viviam nessa região. Dentre eles estavam os caiapós.
Os embates tiveram diversas consequências. Dentre elas: as dificuldades na mineração e a ameaça à estabilidade dos assentamentos coloniais que se estruturavam perto das minas, assim como as atitudes violentas tanto dos mineradores quanto dos nativos. Contudo, por ser um recurso não renovável, o principal fator negativo dessa atividade econômica foi a escassez do ouro ainda no século XVIII. Isso acarretou em um episódio conhecido como “a crise da mineração” que vai provocar problemas futuros para o Brasil Colonial.
Em meados do século XVIII, o Império Português passava por dificuldades econômicas e políticas herdadas dos últimos anos do reinado de D. João V (1706 – 1750), que foram marcados por uma “desagregação do poder central, pela queda nos rendimentos provenientes do Brasil, e pelo abalo da saúde do rei.”  D. José I (1750 – 1777) chega ao trono de Portugal colocando à frente de seu ministério Sebastião José de Carvalho e Melo, o futuro marquês de Pombal, que realizou uma série de reformas com o objetivo de reverter essa crise. As medidas promulgadas pelo ministro visavam, sobretudo, o fortalecimento do Estado português, a reorganização administrativa do Império e um maior controle sobre as áreas coloniais. 
Os povos indígenas eram centrais nas reformas, preocupadas em proteger as fronteiras da América portuguesa e ampliar o domínio colonial. Entre as medidas pombalinas estava o “bom tratamento” a ser dispensado aos índios, visando torná-los súditos “civilizados” e “úteis”, capazes de povoar e tornar lucrativo/produtivo o território pertencente à Coroa. Em Goiás, a legislação pombalina ganhará força mais tarde, quando a atração dos indígenas poderia auxiliar também na prosperidade da capitania, tendo em vista a decadência da mineração.
Os caiapós foram o principal povo indígena contactado pela política pombalina em Goiás, sendo estabelecidos em dois aldeamentos criados especialmente para eles: Maria I e São José de Mossâmedes. Os aldeamentos foram centrais nas políticas indigenistas portuguesas desde meados do século XVI. Eram a principal forma de inserção dos nativos na sociedade colonial e funcionavam como uma forma de garantir as fronteiras coloniais através da ocupação destes espaços com nativos aliados aos lusitanos. 
Apesar de terem aceito as propostas portuguesas, nem sempre os índios viviam satisfeitos nestes espaços, o que resultava num elevado número de fugas. Por conta disso, a vida no aldeamento dependia da chegada constante de novos grupos vindos de espaços não ocupados pela sociedade colonial, então chamados de sertão.

## Atuação política
Damiana da Cunha estava inserida na sociedade colonial e teve importante atuação no cenário político da época. Como ela foi apadrinhada muito nova pelo governador da capitania, acabou tendo um intenso contato com a cultura portuguesa e católica. Representava, ainda criança, uma intercessão entre dois mundos diversos e antagônicos: o dos caiapós (sua cosmovisão, língua e sociedade) e o dos lusitanos. O conhecimento destes códigos culturais, bem como os seus vínculos familiares com um importante cacique e com o governador, a qualificaram para o papel de mediadora política.
Damiana se destacou no comando de expedições que capturavam indígenas fugitivos dos aldeamentos ou contactavam aqueles ainda não inseridos na sociedade colonial. A habilidade política possibilitava a criação de laços com os índios que ainda se encontravam nos sertões e, por isso, Damiana conseguia convencer os caiapós a irem para os aldeamentos. Além de ter o respeito do seu povo, ela também foi reconhecida por autoridades coloniais.
Após sua quarta e última expedição ao sertão, que durou oito meses, Damiana retornou ao aldeamento de Mossâmedes em 1831, acompanhada de 32 indígenas. Ela foi recebida pelos aldeados, pelo presidente da província e por outras autoridades em clima de festa e alegria. Entretanto, por conta das condições durante a expedição, a caiapó retornou muito doente e faleceu, provavelmente, entre o dia 2 de fevereiro e 9 de março de 1831, sendo enterrada na igreja local.

## Memória

### Literatura
Damiana da Cunha foi representada na literatura brasileira de várias maneiras ao longo do tempo. As biografias produzidas no século XIX buscaram retratá-la como “índia modelo”. Essa utilização foi consequência da agenda política vigente, cujo objetivo era a criação de um sentimento nacional. Para isso, os intelectuais envolvidos neste projeto escolhiam personalidades com grandes feitos e construíam narrativas que as transformavam em heróis nacionais.
Damiana da Cunha recebeu esse tratamento pela literatura indianista, pois tinha os atributos então valorizados nos povos nativos, tais como: atitudes nobres e conversão ao catolicismo. Aliás, a questão religiosa é um ponto predominante nas produções literárias do século XIX, sendo utilizadas como justificativa para as missões e expedições.
Já as narrativas do século XX, por sua vez, buscaram regionalizar Damiana da Cunha. Logo, além da questão religiosa, sua credibilidade com colonos e caiapós foi fundamental para o projeto. Isso ocorreu devido ao intuito do governo da época em amenizar os impactos da colonização portuguesa e fomentar um sentimento de pertencimento entre os goianos.
As representações feitas no século XXI, especificamente a de Maria José Silveira em “Guerra no Coração do Cerrado”, buscam contrapor a narrativa construída ao longo dos séculos XIX e XX sobre a indígena caiapó. No livro, Silveira pretende explorar os sentimentos de Damiana diante das situações em sua vida, ao invés de explicitar seus feitos de maneira irreverente e grandiosa.
Nota-se que, durante muito tempo, a figura de Damiana da Cunha foi apropriada com fins políticos, sem a preocupação de entendê-la como um indivíduo complexo. Todavia, em decorrência do período político atual, sua memória tem sido disputada para contrapor a narrativa vigente na História, ainda centrada em personagens de origem europeia.

### Museus
O Museu das Bandeiras (MUBAN), vinculado ao Instituto Brasileiro de Museus (IBRAM), tem um acervo onde se destacam objetos significativos da presença negra, indígena e portuguesa em Goiás . De um total 590 peças, 12 itens do seu acervo têm relação com Damiana da Cunha .
A exposição “Imaginar os Sertões de Damiana da Cunha” ficou aberta à visitação no pátio do museu de outubro a dezembro de 2021. Um dos objetivos da proposta foi criar um circuito expositivo que recontasse a história de Damiana da Cunha, pela primeira vez, pelo olhar de mulheres indígenas, quilombolas, benzedeiras e mestras da tradição oral .
Das obras presentes na exposição, 7 peças foram incorporadas à coleção de Artes Visuais do Museu das Bandeiras através da doação das artistas. Essas possuem tema etnográfico e foram confeccionadas como resultado de ações educativas do museu voltadas para a comunidade da cidade de Goiás e seu entorno.
Ademais, um item de destaque da coleção de mobiliário é uma cadeira de jacarandá, versão de estilo seiscentista, atribuída à Damiana da Cunha. Pouco se sabe sobre a procedência do item, somente que foi adquirido em leilão no ano de 1953 .

### São José de Mossâmedes
Os conflitos entre diferentes grupos nativos e as más condições de vida nos aldeamentos provocavam constantes fugas. Logo, as expedições no sertão de Goiás lideradas por Damiana da Cunha que tinham como objetivo recuperar os índios, sobretudo, os caiapós da aldeia de São José de Mossâmedes, declinaram progressivamente. A primeira e a segunda expedições, em 1808 e 1819, alcançaram setenta nativos, enquanto da terceira a quinta- 1821, 1827 e 1830, respectivamente- demonstraram a redução no número de integração com os índios. Isso porque, após a morte de Damiana, em 1831, sendo ela reconhecida como grande líder por vários agentes coloniais, a maioria dos caiapós fugiu. Oficialmente, o aldeamento foi extinto em 1879.

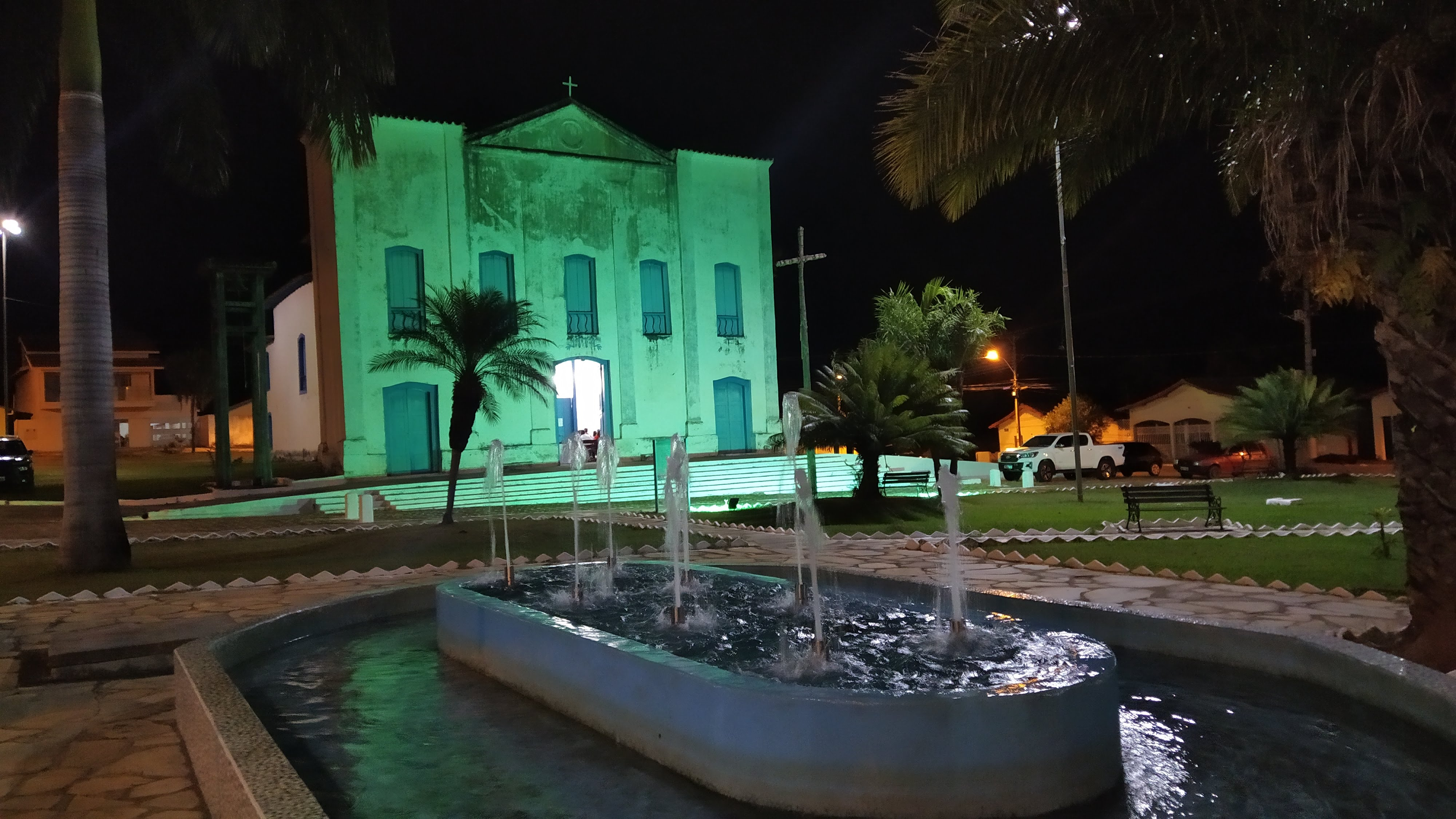
Imagem atual da Igreja de São José, edificada na época do estabelecimento do aldeamento.

Apesar do fim da aldeia, ainda em meados do século XIX, houve a criação do distrito de São José de Mossâmedes, pela lei provincial. Em 1911, ocorreu uma nova divisão administrativa, tornando a região em um distrito do município de Goiás. Já em 1953 Mossâmedes foi elevada à categoria de Município.. Neste território, durante o período de aldeamento foi construída a igreja matriz de São José. Esta se tornou o elemento que permite construir uma ligação com o período das expedições, reverberando a memória do seu lugar e do seu valor cultural, tornando-se Patrimônio Histórico do Estado de Goiás, sendo homologada pela Lei Estadual nº 9.843/85 . A igreja fica localizada na praça que leva o nome de Damiana da Cunha.

## Revisão historiográfica
Debates na historiografia pontuaram que a representação de Damiana da Cunha como "sertanista e civilizada", uma personagem que favoreceu a política de aldeamentos no Brasil Colonial, reforça práticas colonialistas. A representação das mulheres indígenas passou a ser ressignificada no século XXI, a partir das demandas do movimento de mulheres indígenas no Brasil e do fortalecimento do campo da nova história indígena.